# سكاي جايد

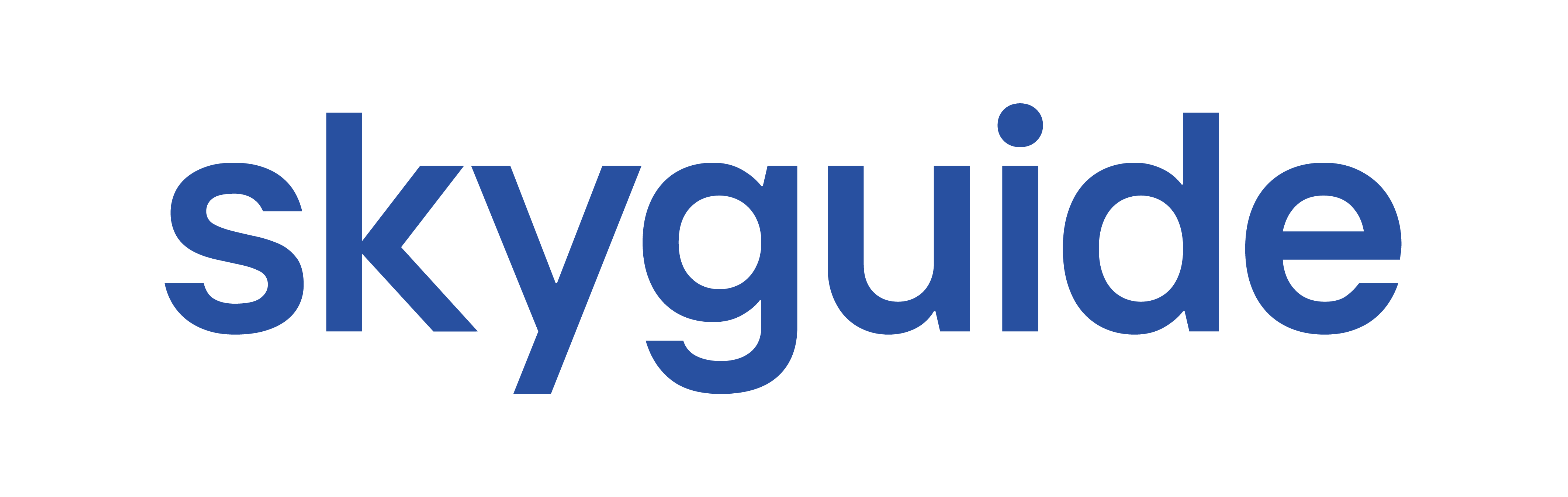
شعار سكاي جايد

سكاي جايد ( خدمات الملاحة الجوية السويسرية المحدودة. ) هي شركة تقدم خدمات الملاحة الجوية وتقوم بإدارة ومراقبة المجال الجوي السويسري. غيرت الشركة، التي كانت تعرف سابقًا باسم سويس كونترول، اسمها إلى سكاي جايد (مكتوب رسميًا بأحرف صغيرة) في عام 2001. سكاي جايد هي شركة مساهمة بموجب القانون الخاص السويسري وهي مسؤولة، نيابة عن الاتحاد السويسري، عن ضمان سلامة جميع المجال الجوي السويسري ومناطق المجال الجوي المجاورة في ألمانيا والنمسا وفرنسا وإيطاليا التي تم تفويضها لسيطرتها. . بالنسبة للمجال الجوي السويسري، يمتد هذا الواجب إلى خدمات الملاحة الجوية المدنية والعسكرية.
يخضع سكاي جايد للسلطة الإشرافية للوزارة الفيدرالية السويسرية للبيئة والنقل والطاقة والاتصالات (DETEC). المساهم الرئيسي فيها هو الاتحاد السويسري، الذي يمتلك 99.91٪ من رأس مالها. توظف الشركة حوالي 1500 شخص، حوالي ثلثيهم في تقديم خدمات الملاحة الجوية، وربعهم في الخدمات التقنية والباقي بشكل رئيسي في الإدارة. تولى أليكس بريستول، الرئيس التنفيذي الحالي، مهامه في 1 يوليو 2017.  يقع المقر الرئيسي لشركة سكاي جايد في ميرين ، بالقرب من مطار جنيف في سويسرا. 

## أنظر أيضاً
- الدفاع الجوي السويسري
- المكتب الاتحادي للطيران المدني